# 送りがな
送りがな（おくりがな）とは、日本語の漢字仮名交じり文において、漢字表記した和語を読みやすくするために、縦書きならば漢字の下に、横書きならば漢字の右につける仮名のことである。ただし、語のすべてが仮名表記された語（助詞・助動詞を含む）は送りがなとは呼ばない。
また、漢文訓読において、漢字の右下に小さく付した片仮名も送りがなと呼んでいるが（漢文訓読#送り仮名参照）、これは上記の送りがなの範疇を越えて、訓読上必要な助詞等も読み添えるもので、厳密には「添えがな」というべきものである。

## 例
下線部が送りがな（単語別に分かち書きしてある）

## 送りがなの原則
1973年（昭和48年）の内閣告示（昭和56年一部改定）「送り仮名の付け方」の示す基準が現在広く行われている。以下その要点を整理する。
用言
用言を漢字を用いて書くには、ふつう、送りがなが必要になる。活用語尾を送りがなにするのが原則であるが、形容詞 ・形容動詞については次のルールが適用される。
- 形容詞 - 終止形が「しい」で終わる場合には送りがなが「し」で始まる。
  - 例：楽しい

- 形容動詞 - 語幹が「か」「やか」「らか」で終わる場合には送りがながそれぞれ「か」「やか」「らか」で始まる。
  - 例：静かだ 華やかだ 清らかだ

副詞・連体詞・接続詞
最後の音節を送りがなにする。
- 例：甚だ 全く

名詞
送りがなはない。
派生語
もとの語の送りがなの送り方に準ずる。このルールより、漢字に負担させる訓読みが統一される。
- 例：動く → 動かす（活用語尾は「す」）・動き（名詞）

## 送りがなの例外と許容
上記の内閣告示「送り仮名の付け方」には、以下のような送りがなの原則の「例外」が示されている。
- 明るい - 原則通りであれば「明い」となるし、派生語の原則を適用すれば「明かるい」（←明ける）となる。
- 少ない - 原則通りであれば「少い」となるが、この送りがなで打消表現を書くと「少くない」となって、これが却って「すくない」とも読まれる可能性がある。
- 幸せ・幸い - 名詞は送りがなを付けないのが原則だが、読みを区別するために送りがなを付ける。（語源的にも「仕合はせ」「さきはひ」で活用語からの派生語である。）
- 又 - 副詞は最後の音節を送りがなにするのが原則だが、送らない。

「送り仮名の付け方」には上記以外にも例外が挙げられている。
また、「許容」として、誤読のおそれの少ない語の送りがなを省く（例「封切り」→「封切」、「申し込み」→「申込み」）ことや、誤読を防ぐために多めに送りがなを付ける（例　「行う」→「行なう」〔原則通りの表記「行って」が「いって」とも読みうる〕）ことが認められる語や例も挙げている。

## 送りがなの効果
送りがなの効果として、読みを区別し、誤読を防ぐという点が挙げられる。先述の「幸せ・幸い」や「全く・全て」などがある。常用漢字表の表外字の例だが、「禿げ頭」「禿び筆」と送りがなを付けることで、「はげ（あたま）」と「ちび（ふで）」と、「禿」の訓読みの区別ができ、さらに「禿頭（トクトウ）」「禿筆（トクヒツ）」という同じ表記の漢語とも区別することができる。
先述の内閣告示では、「うしろ」は「後ろ」と「ろ」を送ることを例外に示しているが、これも誤読防止のためである。しかし「あと」と「のち」は送りがなを付けないことにしているため、この二者（さらに音読みの「ゴ」も含めると三者）は文脈等から判断することになる。
- 「その後ろ」／「その後（そのあと、そののち、そのご）」

## 送りがなの問題点

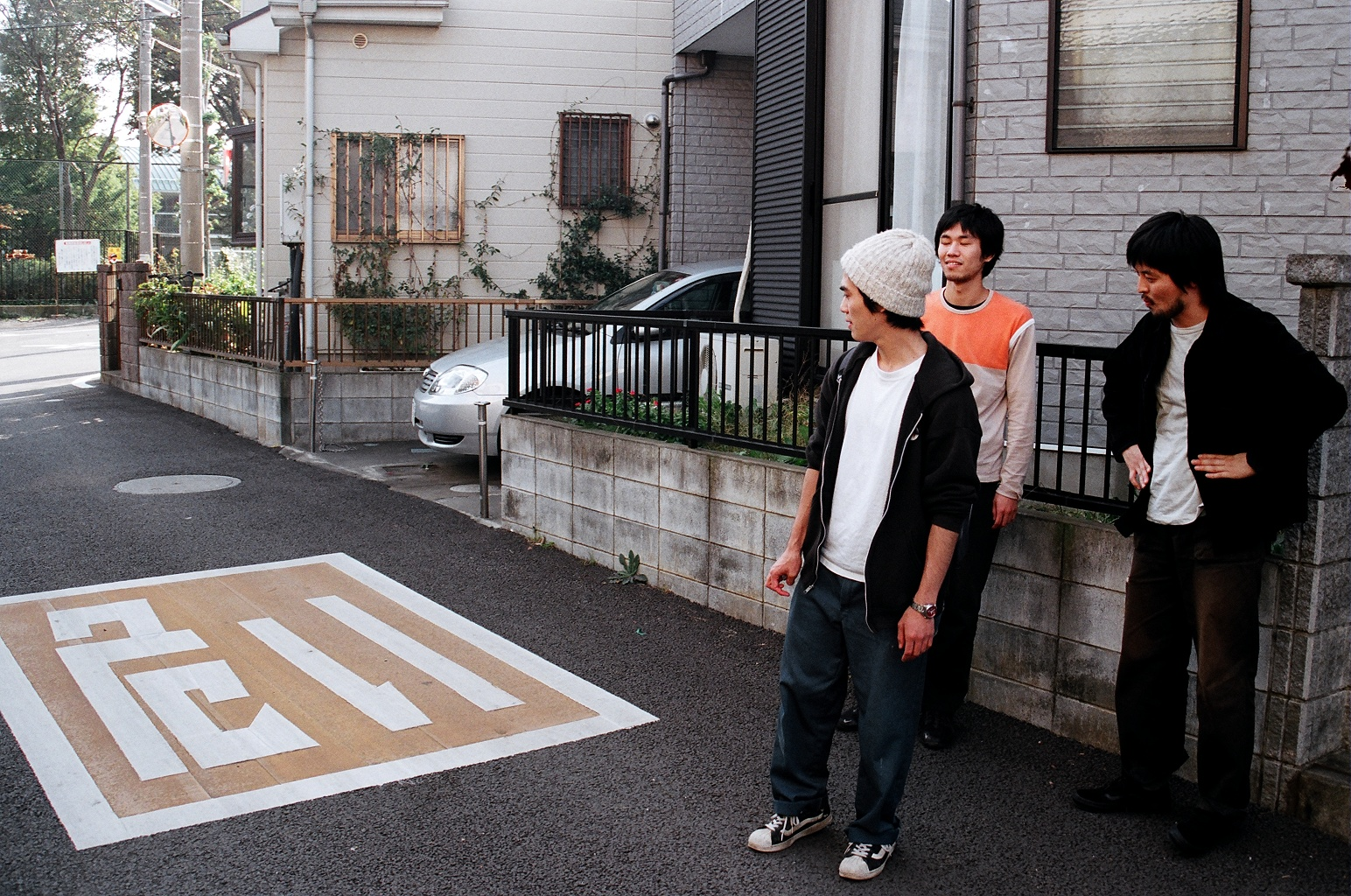
危い（危ない）

戦前の送仮名法は、現在の標準よりも少なく送るルールであった。その方が字数を削減できてよいという面もある一方で、誤読のおそれを免れないという問題点もあった。そのため、戦後の国語施策では、誤読防止、漢字の負担する訓の統一を図って、なるべく多めに送る方式が採用されたが、批判も多く、改定を経て上記の告示に至った。
原則を立てて送りがな表記を合わせようとすると、慣用に反するものや誤読のおそれのあるものが出る。逆に、慣用を認めて誤読の防止を図ろうとすると、原則の他に例外や許容を多数認めねばならない。このような微妙なバランスの上で上記の告示は成り立っている。
送りがなの付け方がこのように複雑であるために、学校教育の現場では、まず漢字と送りがなをセットで書き取り練習させ、慣れさせることを第一とし、次いでその原則を体系的に理解させる、という指導方針を採っているようである。
また、昨今では、ワープロ・パソコンの普及により、変換によって出てくる送りがなをそのまま採用するという場合が多いようだが、変換ソフトによっては、許容例（少ない送りがなや多い送りがな）も出てくる。